# 上阪航希
上阪 航希（うえさか こうき、3月14日 - ）は、日本の男性声優、ナレーター。カレイドスコープ所属。広島県出身。
区民パーソナリティとして、練馬放送のラジオ番組を担当しており、そこではJC上阪の名義を使用している。同名義でYouTubeチャンネル「カードキングダム」の動画にも出演している。

## 人物
- 趣味・特技：ラジオ視聴、野球観戦、スポーツ全般。

## 出演

### 吹替

#### 外画
- アクシデントカップル

### ゲーム
- √Letter ルートレター Last Answer 実写版（学校受付）

### ラジオ
※パーソナリティーのみ。
- ラジオ三冠Oh!（練馬放送）
- パーソナリティアカデミー フレッシュマンRADIO!（文化放送）

### ナレーション
- TVアニメ「牙狼＜GARO＞-VANISHING LINE-」提供ナレーション
- 株式会社ドアーズ航空 会社TVCM制作協力（ナレーション）

### その他
- ボルドーワインスクール主催「居酒屋ボルドー」イベント司会
- 「東京モーターショー」三菱自動車説明員
- 「大泉スワロ―体育クラブ発表会」メイン司会
- 「東京海上日動」研修用VP（社員役）
- 邦画「さらば、ダイヤモンド」(大学生野球部員）
- テレビ東京「コードネームミラージュ」
- 「標準化と品質管理全国大会」アテンダント
- 「桃のふわり鉄道旅」伊藤桃・本出版記念イベントアテンダント
- 「住まプラ」パンフレットモデル
- イベント「とにかく江古田！プロジェクト」駅前広場をごった返そう！プロジェクト MC
- NHK BSプレミアム ドラマ「ランチのアッコちゃん」
- 映画「ゼブラーマン -ゼブラシティの逆襲-」
- ヨリコ ジュン監督作品 映画「SAKURA桜」（綿垣大介）
- 東京ビジュアルアーツ卒業制作（神様/おじいちゃん）
- 有限会社遊縁 カードキングダムTCG動画（ヴァンガード、遊戯王関係）
- 練馬チェリーブロッサムフェスタ2014「ショーカラ」ブースMC